# ラーオドコス
ラーオドコス（古希: Λαόδοκος, Lāodokos）は、ギリシア神話の人物である。長母音を省略してラオドコスとも表記される。主に、
- アンテーノールの子
- デルポイを救った英雄

のほか、数名が知られている。以下に順に説明する。

## アンテーノールの子
このラーオドコスは、アンテーノールとテアーノーの子の1人で、トロイア戦争におけるトロイア軍の武将の1人。パリスとメネラーオスがヘレネーをかけて一騎討ちの勝負をしたとき、トロイア軍とギリシア軍は休戦の協定を結んで勝負を見守ったが、不利になったパリスをアプロディーテーがさらって逃げた。このため神々はトロイア側に休戦協定を破らせることにし、アテーナーはラーオドコスに化けてパンダロスに話しかけ、メネラーオスを攻撃するようそそのかし、協定を破らせた。

## デルポイを救った英雄
このラーオドコスは、前279年、ケルト人がデルポイを攻撃したとき、落雷とともに現れてデルポイを守ったとされる3ないし4人の英雄の1人。アマドコスとも。4人のうちラーオドコスとヒュペロコスはヒュペルボレオス人の英雄で、他の1人はアキレウスの子ピュロス（ネオプトレモス）、もう1人はデルポイの英雄ピュラコスであったという。

## その他のラーオドコス
- アポローンとプティーアーの子で、ドーロス、ポリュポイテースと兄弟。アイトーロスによって兄弟ともに殺された[5]。
- ビアースとペーローの子。兄弟のタラオス、アレイオスとともにアルゴナウタイに参加した[6]。
- テーバイ攻めに参加した戦士で、七将が初めてネメアー競技祭を開催したとき、槍投げで勝利した[7]。
- プリアモスの子の1人[8]。
- アンティロコスの部下[9]
- テゲアーの王エケモスとティーマンドラーの子[10]。ラドコスとも[11]。